# Clas Groschinsky

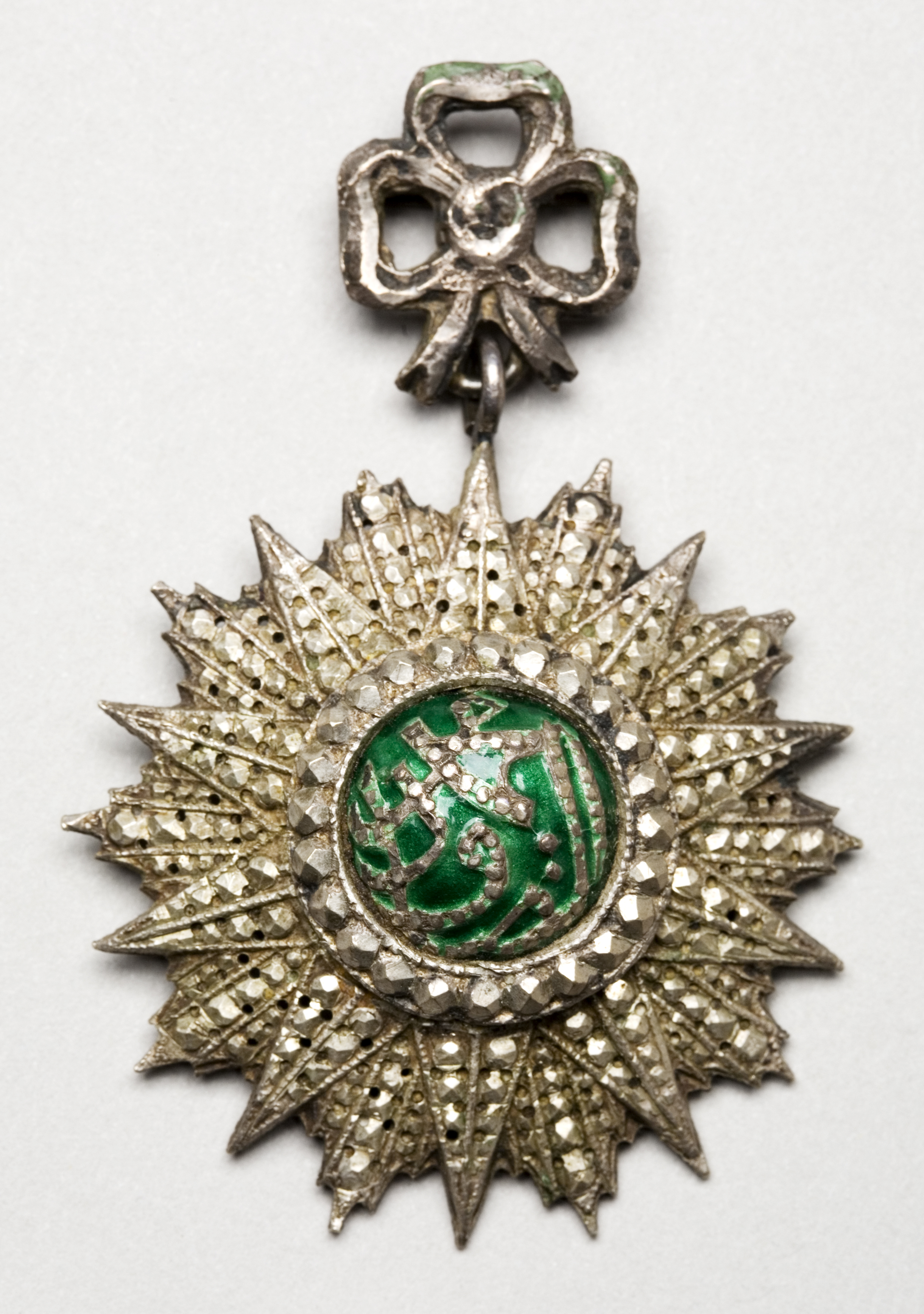
1940.08.0451. Ordenstecken i silver från Tunisien, ur Etnografiska museets samlingar.

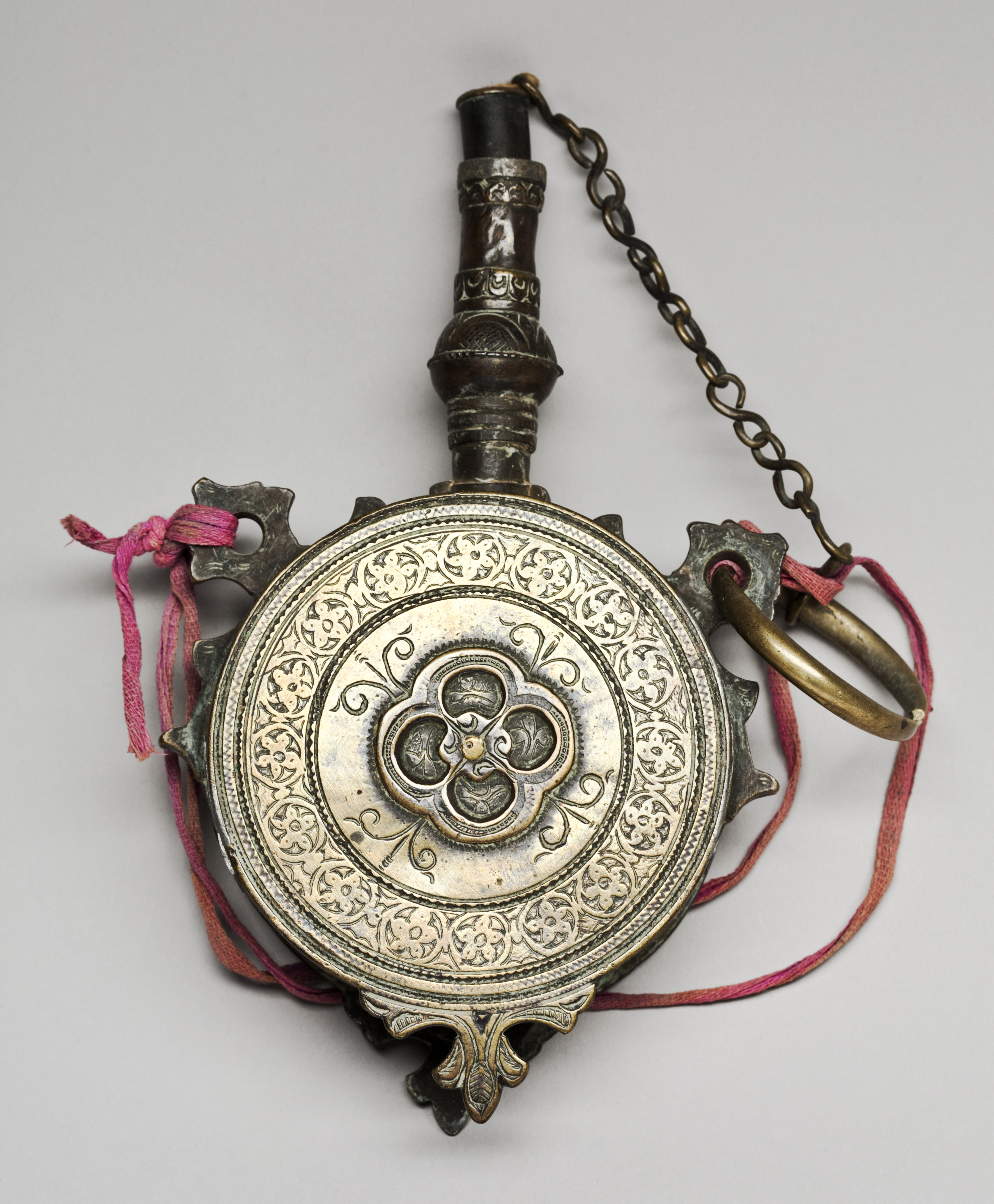
1942.13.0195. Kruthorn i mässing från Marocko, ur Etnografiska museets samlingar.

Clas Groschinsky, född 22 maj 1885 i Oskarshamn, död 18 augusti 1966 i Östersund, var en svensk direktör, fastighetsägare och grosshandlare.

## Ursprung & tidigt 1900-tal
Clas Groschinskys föräldrar kom från Vitryssland (nuvarande Belarus) och invandrade på 1880-talet till Oskarshamn, där hans far startade Sveriges första cigarettfabrik. Verksamheten blomstrade och 1890 flyttade familjen till Stockholm.
I början av 1900-talet började han jobba i sin fars fabrik. Han var driftig och började snart driva egna verksamheter i olika branscher. 1906 startade han sitt första företag, Stockholms Bokförings- och distributionsbyrå, som han innehade i 10 år, samtidigt som han drev tre dansbanor på Södermalm. Därefter ägde han AB Abia fram till 1929, ett företag inom juvelerarbranschen. 1922 öppnade han en varieté på Birger Jarlsgatan.
När Första världskriget bröt ut och folk inte ville dansa längre led han en ekonomisk förlust, då han var tvungen att hålla kontrakten med sina orkestrar. Efterkrigsåren tillbringade han i Tyskland, vilket gjorde att Sverige fick in billiga pianon och lastvagnar som hade varit med i kriget.

## Byggnadsfirma
I början av 1930-talet startade han byggnadsfirman Clas Groschinsky. Han köpte ett 30-tal tomter i Bergsund, nära Västerbron, av Svenska Handelsbanken. När han väl började bygga och andra såg att det fungerade och ville bygga på samma plats var Groschinsky redan ute i Solna och byggde, samtidigt som han fortsatte bygga inne i stan.
1935 byggde han Stockholms högsta hyreshus, fastigheten Safiren 11 vid Kungsholms kyrkoplan och Kaplansbacken. Huset ritades av arkitekterna Carl Åkerblad (1886-1953) och Archibald Frid (1905-2000). Han avsatte hela det översta våningsplanet åt sig själv. Huset är ett välbyggt funkishus som av Stadsmuseet i Stockholm anses vara särskilt värdefullt ur historisk, kulturhistorisk, miljömässig eller konstnärlig synpunkt.
1936-1937 byggde han ett hyreshus på den västra delen av Södermalm, nära Hornsplan (nuvarande Hornstull) och Bergsund, det s.k. andra Judehuset. Hyrorna subventionerades med upp till en fjärdedel. Huset, som innehöll 47 bostäder fördelade på sex plan, ritades av arkitekterna Arvid Cronvall (1884-1960) och Hjalmar Hammarling (1885-1963) och byggdes på en tomt som tidigare ägts av Bergsunds Mekaniska verkstad. Bygget finansierades bl.a. av två lån från Mosaiska församlingen på sammanlagt 80,000 kr och fastigheten invigdes 12 oktober 1937.
I takt med att förmögenheten växte skaffade han sig allt mer exklusivare vanor. Han köpte bl.a. en 24 meter lång motoryacht, en gård med jordbruk och skog i Uppland och en skärgårdskryssare.
1944, då Groschinsky höll på att bygga om sin fastighet vid Odenplan, där han även hade sitt kontor, blev det byggstopp då han ville inreda en biograf. Dessutom fick han böta 100,000 kr då myndigheterna fann att han byggt utanför det medgivna programmet. Han lyckades dock så småningom genom sin kamrer övertyga Per Edvin Sköld (1891-1972), dåvarande konsultminister i byggnadsärenden, om att det i stället skulle bli en teater. Det blev det också - Intiman, som invigdes 1950.

## Etnografisk samling
Groschinsky byggde upp en egen samling med dräkter och textilier från Tunisien.
Etnografiska museet i Stockholm har i sina samlingar totalt 831 föremål och 10 bilder förvärvade från Groschinsky. Samling 1940.08 innefattar 555 föremål, bl.a. dräkter, textilier, kruthorn och krukor, från olika områden i Tunisien, insamlade av Aly ben Salem. Samling 1942.13 innefattar 276 föremål från olika platser och grupper i Marocko, insamlade av Gustaf Bolinder (1888-1957). Samling 0807 innefattar 10 bilder (svartvita förstoringar) från Tunisien, insamlade av Aly ben Salem. Ett urval från de två föremålssamlingarna visades på en av museets två tillfälliga utställningar 1943.

## Carl Groschinskys stiftelse
1936 grundade han Clas Groschinskys stiftelse genom en donation på 150,000 kr.
Ändamålet var "Att anskaffa fastigheter för att däri mot billiga hyror upplåta bostäder åt inom Stockholm en längre tid bosatta mindre bemedlade personer eller familjer, med företrädesrätt intill hälften av lägenhetsbeståndet för dem som är mosaiska trosbekännare". Fastigheterna var även tänkta att inrymma sociala välfärdsinrättningar såsom arbetsstugor och barnkrubbor.

## Clas Groschinskys minnesfond
1959 grundade han stiftelsen Clas Groschinskys Minnesfond, till sin 75-årsdag. Grundkapitalet var en kontant donation på 1,5 miljoner kr. Ytterligare rörelsekapital tillkom 1965, på 80-årsdagen.
Ändamålet var "Att främja vård och uppfostran av barn och lämna understöd för beredande av barns och ungdoms undervisning och utbildning samt att utöva hjälpverksamhet bland behövande ålderstigna, sjuka och lytta", och "Att främja vetenskaplig forskning".
Avkastningen på stiftelsens tillgångar delas ut som forskningsanslag och bidrag. 1965 delade stiftelsen ut bidrag till bl.a. KFUK, Mäster Olofsgården, Poliofonden, Scoutrörelsen, De vanföras riksförbund, Norra Latins sommarhem och Amerikastiftelsen.

## Familj
Clas Groschinsky var son till Schebsel Kiwetowitz (Herman) Groschinsky och Clara Cecilia Bjalla. Han hade 5 syskon - Debora, Ester, Eleonora, Georg och Josef.
Han var gift 3 gånger och fick 4 barn i sina två första äktenskap. Vid sin död 1966 var han gift med Karin Viola Solana (Zola) Groschinsky (f. Sundell). I tidigare äktenskap med Regina Groschinsky (f. Bergman) fick han barnen Maj Regina Amalia Viktoria Cecilia Mathilda, Hans Albin Clas Gustaf och Ingrid Margareta. I tidigare äktenskap med Sibylla Groschinsky (f. Warlinsen) fick han dottern Sibylla Debora.

## Testamente
Clas Groschinsky avled i Östersund den 18 augusti 1966. Dödsbodelägare vid bouppteckningen var makan Zola, de fyra barnen från tidigare äktenskap, samt Carl Groschinskys Minnesfond.
I testamentet av den 20 september 1962 utgick en livsvarig livränta till maka, barn och syskon, samt all återstående egendom (fastigheter och lösöre) till Carl Groschinskys Minnesfond, Vidare utgick bl.a. 5,000 kr till Mosaiska församlingen (att på begravningsdagen utdelas till behövande), 10,000 kr till Hjälpsamhetsförbundet Rodef Chesed (för bildande av en fond benämnd Clas Groschinskys Fond, vars avkastning skulle användas till hjälp åt behövande åldersstigna personer i Sverige) och 5,000 kr till Frälsningsarmén (att användas för arméns slumverksamhet).
I ett testamentstillägg av den 15 december 1965 utgick ett legat på 100,000 kr till Keren Hayesod - Hamagbit Hameuhedet Le-Israel i Israel (till vård av barn och ungdom och av behövande sjuka).